# Киреев, Анатолий Николаевич
Анато́лий Никола́евич Кире́ев (род. 14 ноября 1956, Челябинск) — автор-исполнитель, работающий в жанрах классической авторской песни, шансона.

## Биография
Анатолий Николаевич Киреев родился 14 ноября 1956 года в Челябинске Челябинской области.
В 1974 году окончил школу № 46 города Челябинска. Песни начал писать ещё в школе для школьного вокально-инструментального ансамбля.
Работал на Севере. Освоил множество специальностей — был строителем, плотником, такелажником.
Когда жил в Новосибирске, даже тренировал местную хоккейную команду.
Около 30 лет жил в Кургане, с 2006 — в Челябинске.
Песни пишет с 1973 года на свои и на чужие стихи.
Лауреат Ильменского (1989) и Грушинского (1989) фестивалей, дипломант Всесоюзного фестиваля в Киеве.
С 1989 года регулярно выступает с сольными концертами, был артистом филармонии, его песни много раз звучали по радио и центральному телевидению. Песня «Ветер» в исполнении Лери Винна прозвучала в финальном концерте телевизионного фестиваля «Песня-98».
Вышло несколько альбомов, в том числе с гитаристом Евгением Быковым. Автор более 150 песен. Среди исполнителей группа «Ласковый май».